# Marie-Hélène Sachet
Marie-Hélène Sachet (1922 - 1986 ) fue una destacada bióloga, y también pteridóloga, botánica francesa, que trabajó activamente en EE. UU., en el Museo Nacional de Historia Natural de los Estados Unidos.

## Algunas publicaciones
- 1957. Climate and meteorology of the Gilbert Islands, v. 60 de Atoll research Bull. 4 pp.

### Libros
- marie-hélène Sachet, francis raymond Fosberg. 1955. Island bibliographies: Micronesian botany, land environment and ecology of coral atolls, vegetation of tropical Pacific islands, v. 1. v. 335 de Publicaciones de National Academy of Sciences (U.S.) 577 p.en línea
- 1962. Flora and vegetation of Clipperton Island. Ed. The Academy. 59 p.
- 1962. Monographie physique et biologique de l'île de Clipperton. Ed. Masson et Cie Niort. 107 p.
- francis raymond Fosberg, marie-hélène Sachet. 1965. Manual for tropical herbaria, v. 39 de Regnum vegetabile, Manual for tropical herbaria. 132 p.
- marie-hélène Sachet, roy t. Tsuda. 1974. Comparative investigations of tropical reef ecosystems: background for an integrated coral reef program. Nº 172 de Atoll research bulletin. Ed. Smithsonian Institution. 169 p.
- francis raymond Fosberg, marie-hélène Sachet. 1975. Flora of Micronesia: Casuarinaceae, Piperaceae and Myricaceae, Volumen 2. Nº 24 de Smithsonian contributions to botany. 28 p.
- -----, -----. 1977. Flora of Micronesia: Convolvulaceae, Volumen 3. Nº 36 de Smithsonian contributions to botany. 34 p.
- -----, -----, royce Oliver. 1979. A geographical checklist of the Micronesian Dicotyledonae. Ed. Universidad de Guam. 295 p.
- david ross Stoddart, francis raymond Fosberg, david l. Spellman, marie-hélène Sachet, james s. Pringle. 1982. Cays of the Belize barrier reef and lagoon. Ed. Smithsonian Institution. 180 p.
- -----, -----. 1999. Studies in Indo-Pacific Rubiaceae, v. 6, Nº 3. Ed. National Tropical Botanical Garden. 88 p.

- La abreviatura «Sachet» se emplea para indicar a Marie-Hélène Sachet como autoridad en la descripción y clasificación científica de los vegetales.[1]

- «Marie-Hélène Sachet». Índice Internacional de Nombres de las Plantas (IPNI). Real Jardín Botánico de Kew, Herbario de la Universidad de Harvard y Herbario nacional Australiano (eds.).
- Wikispecies tiene un artículo sobre Marie-Hélène Sachet.

- Datos: Q5998141
- Especies: Marie-Hélène Sachet

1. ↑  Todos los géneros y especies descritos por este autor en IPNI.